# Jossa (Sinn)
Die Jossa ist ein gut 32 km langer Fluss im Spessart, der im südhessischen Main-Kinzig-Kreis verläuft.
Sie entspringt im Jossgrunder Ortsteil Lettgenbrunn und mündet beim Ortsteil Jossa der Gemeinde Sinntal von rechts in den Mittellauf der Sinn. Sie ist ein feinmaterialreicher, silikatischer Mittelgebirgsbach.

## Name
Der Fluss wurde ursprünglich Jazaha und später Jos genannt. Er ist in der Ostspessartkarte von Elias Hofmann von 1584 als Joß eingetragen und 1860 als Joßa belegt.
Der Name besteht aus dem alten Wort Jasa und althochdeutsch aha. Sie bedeuten Schauer oder Niederschlag und Wasser. Der Flussname ging auf die Orte Burgjoß und Marjoß (beide ursprünglich Jazaha) sowie auf das später gegründete Jossa über und gab dem Amt Joßgrund, der Gemeinde Jossgrund sowie der früheren Kommune Jossatal seine Namen.

## Geographie

### Jossaquelle

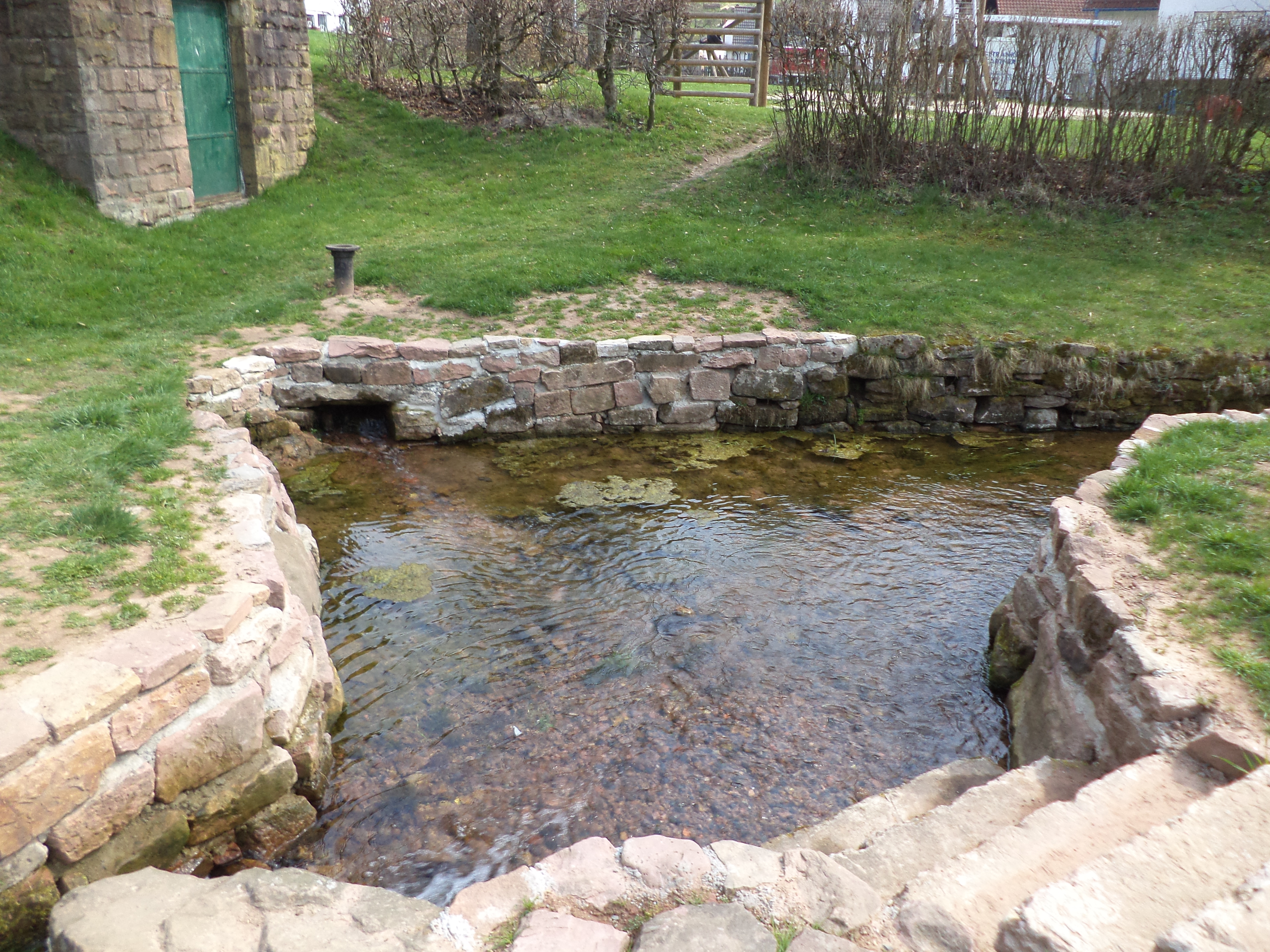
Die Jossaquelle (von vorne links fließt der Villbach in die Quelle ein)

Die Jossaquelle liegt inmitten von Lettgenbrunn. Es ist eine kleine gefasste Quelle, in die der Villbach einläuft, der oft als Oberlauf angesehen wird und etwa zwei Kilometer weiter nordwestlich bei Villbach entsteht. Dieser führt jedoch im Sommer oft kein Wasser, so dass der wirkliche Gewässerlauf dann an der Jossaquelle beginnt. Die Quelle wurde bis ins Jahr 1951 zur Trinkwasserversorgung von Lettgenbrunn genutzt. Am 16. September 2007 wurde die Neugestaltung der Jossaquelle fertiggestellt und ein Natursandstein mit einem Hinweis auf die Quelle gesetzt.

### Verlauf
Die junge Jossa fließt von Lettgenbrunn zunächst nach Südosten durch ein enges Tal, wo sie vom Eselsweg überquert wird. Sie dreht aber schon nach wenigen Kilometern ihre Fließrichtung nach Norden, wo die Waldränder teilweise bis an das Bachbett reichen.

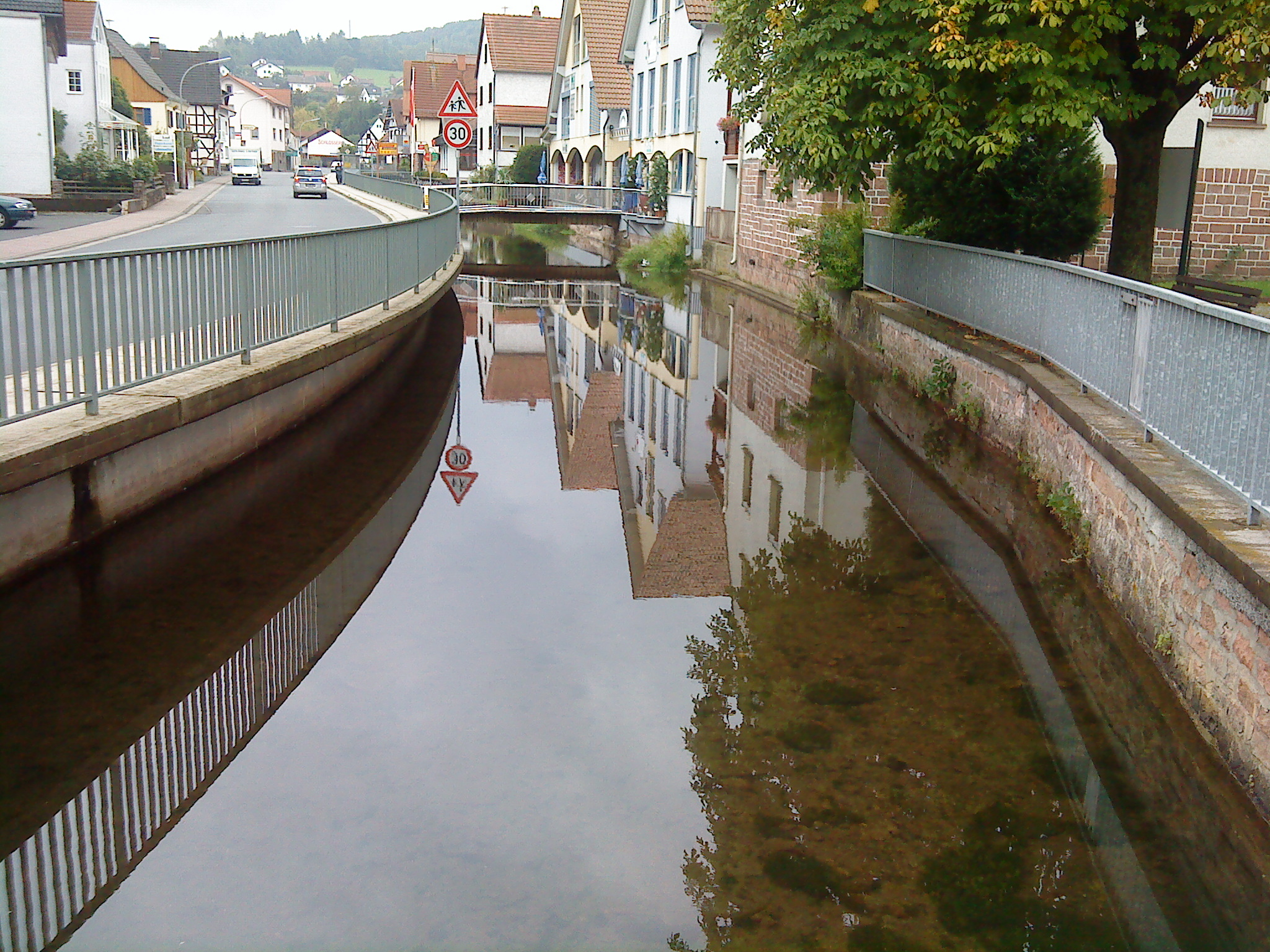
Die Jossa in Oberndorf

Dort versickert ein Teil des Jossawassers und tritt vor Pfaffenhausen wieder zu Tage. In nördliche Richtung durchquert sie dann in mäßigem Kleinschlingenlauf einen weiten Talgrund, über welchem rechts und links Wälder stehen. Die Jossa durchfließt dann Oberndorf, Burgjoß und Mernes.
Danach kehrt sie sich langsam nach Südosten. Fast am nördlichsten Punkt ihres Bogens liegt Marjoß, ein Stadtteil von Steinau an der Straße, hinter dem ihr größter Zufluss, der Rohrbach, von links einmündet. Die Talflur des Unterlaufs wird nun sehr eng, an dessen Ende erreicht sie Jossa.
Dort unterquert die Jossa das Viadukt der Bahnstrecke Flieden–Gemünden und mündet im Naturschutzgebiet Sinnwiesen von Altengronau auf einer Höhe von 220 m ü. NHN von rechts in die Sinn.
Ihr etwa 32,3 km langer Lauf endet ungefähr 200 Höhenmeter unterhalb ihrer Quelle, er hat somit ein mittleres Sohlgefälle von 6,2 ‰.

Bildergalerie zur Jossa
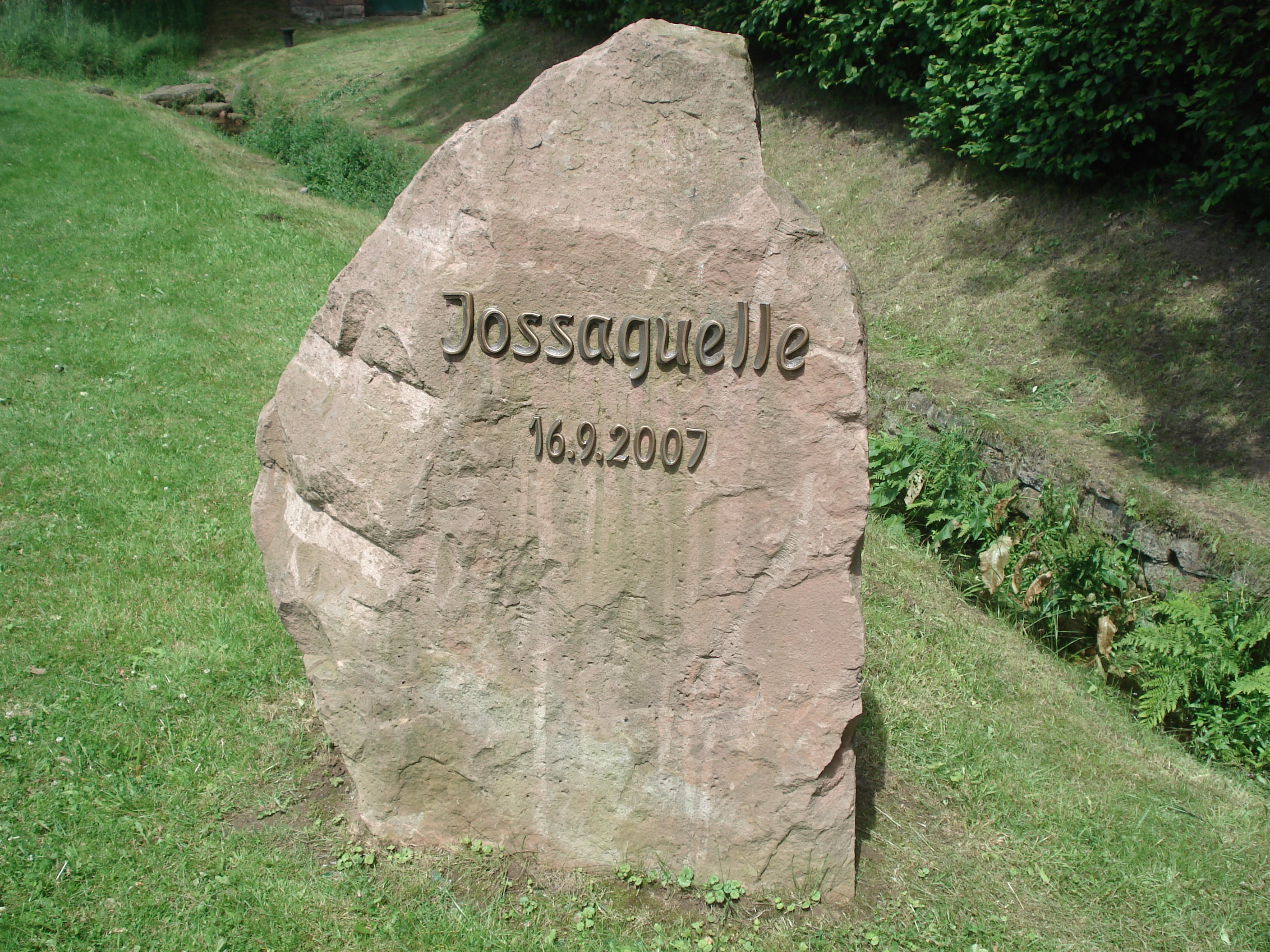
Natursandstein an der Jossaquelle
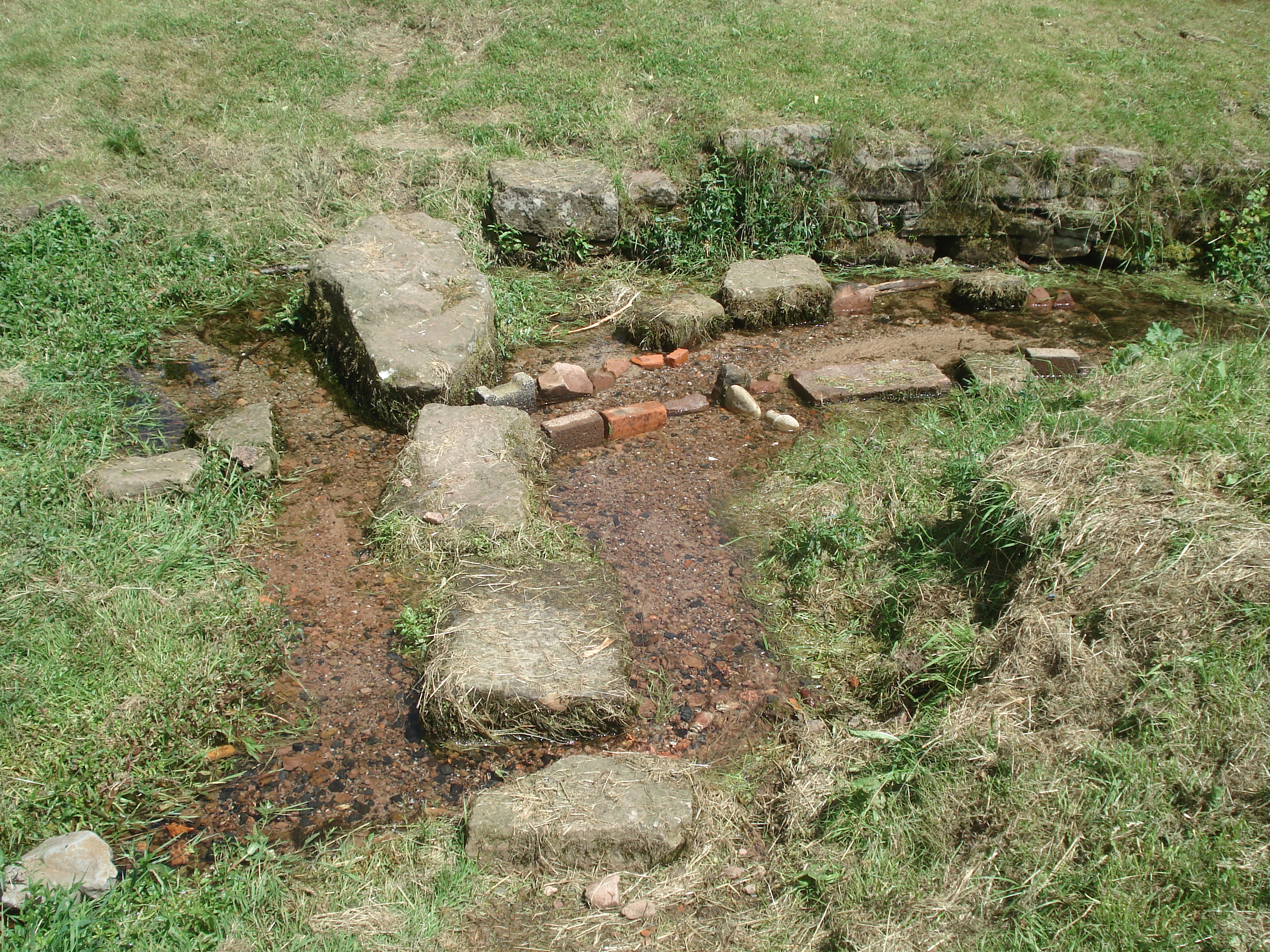
Die Jossaquelle im Jahr 2012 vor der Neugestaltung
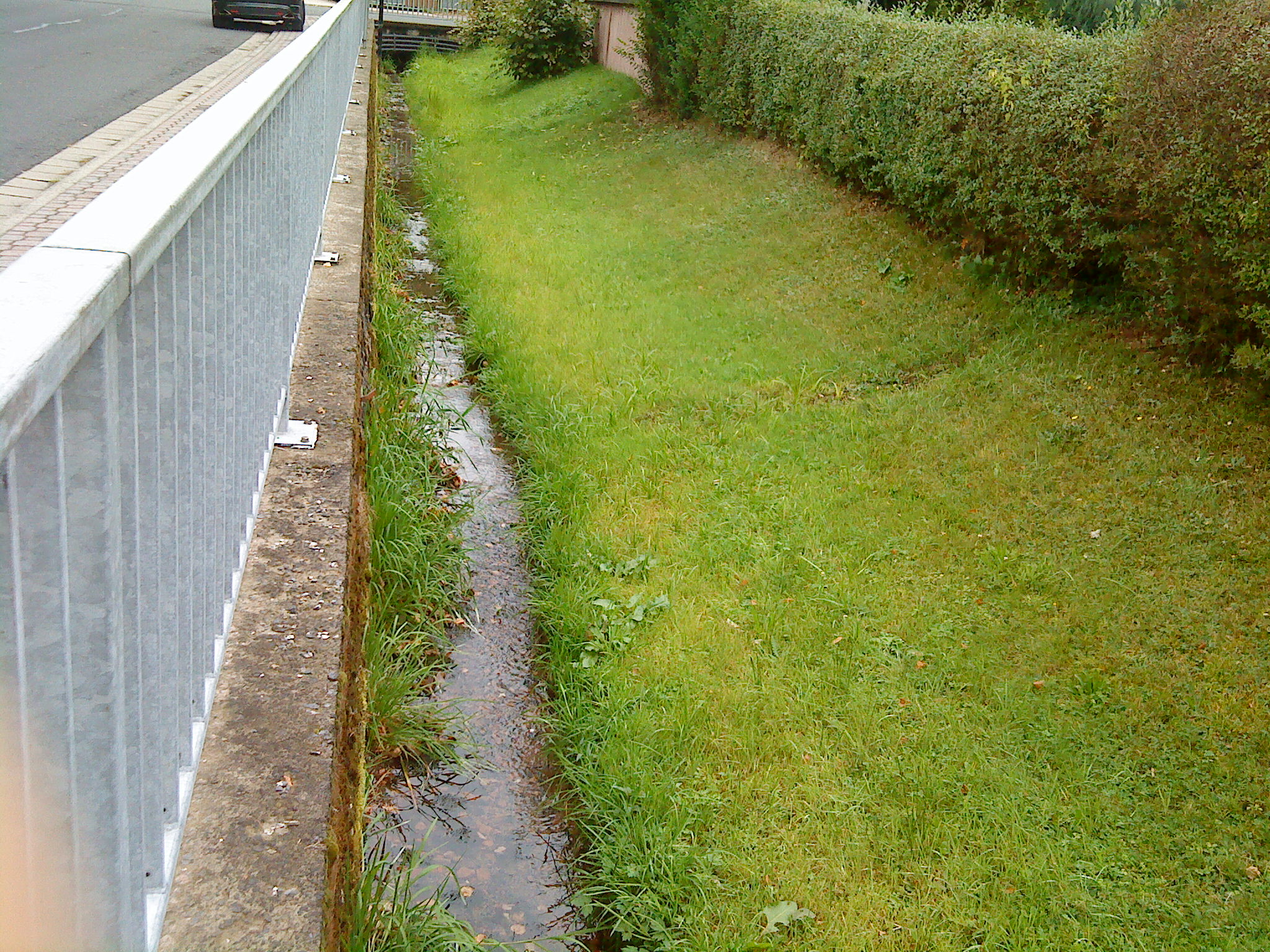
Die Jossa kurz nach ihrer Quelle in Lettgenbrunn
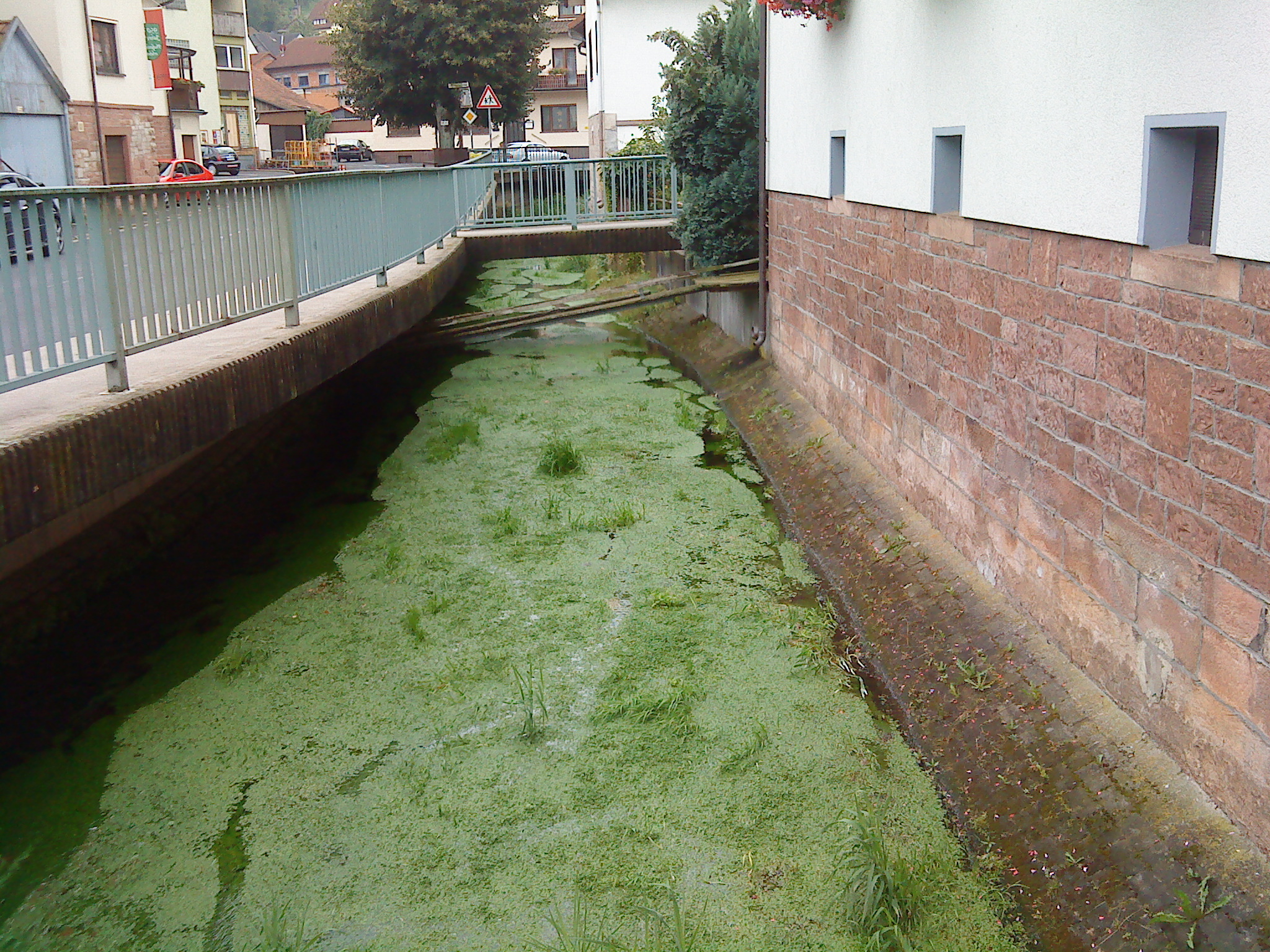
Die Jossa mit Wasserpflanzen in Pfaffenhausen
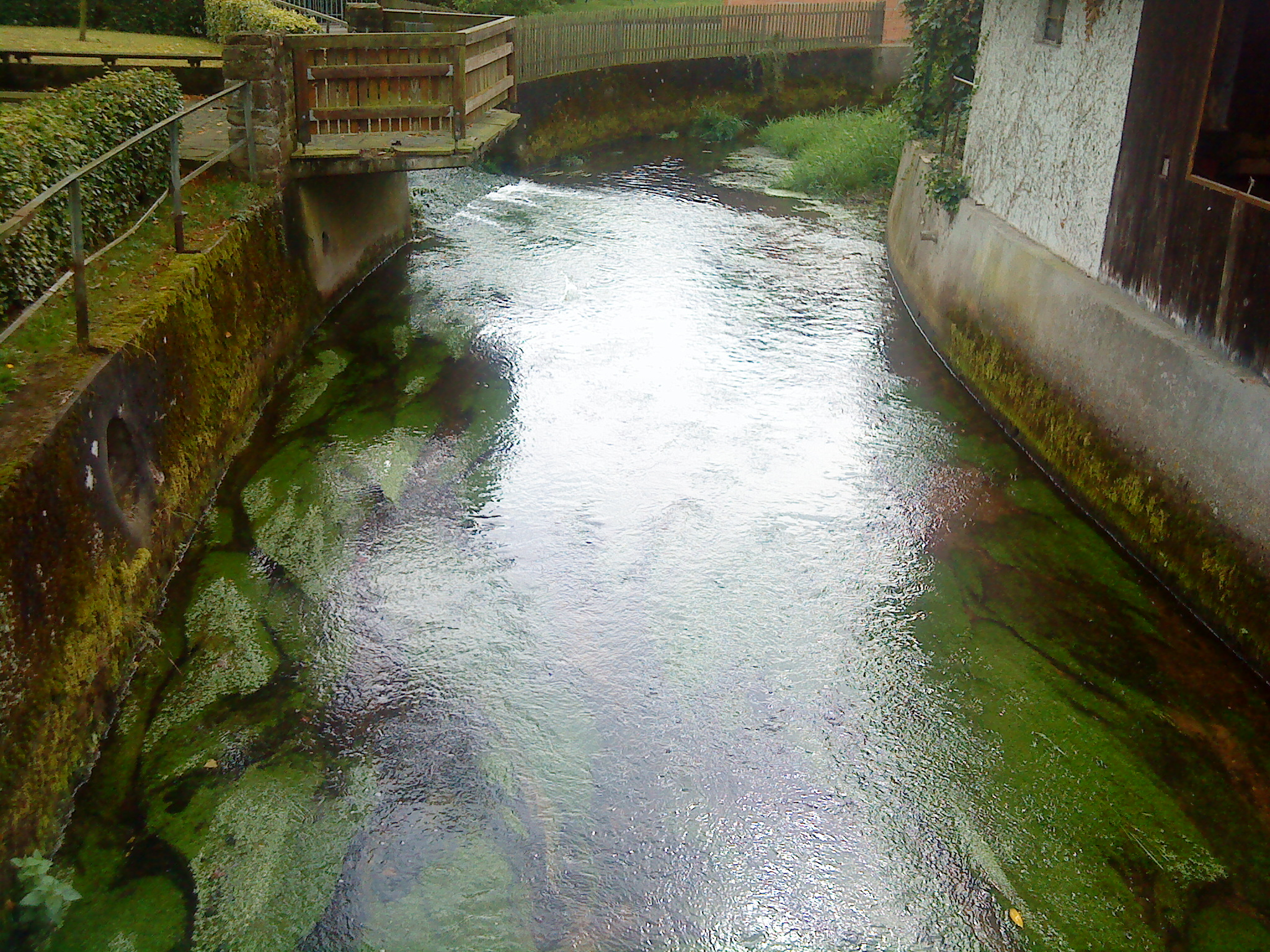
Die Jossa in Marjoß
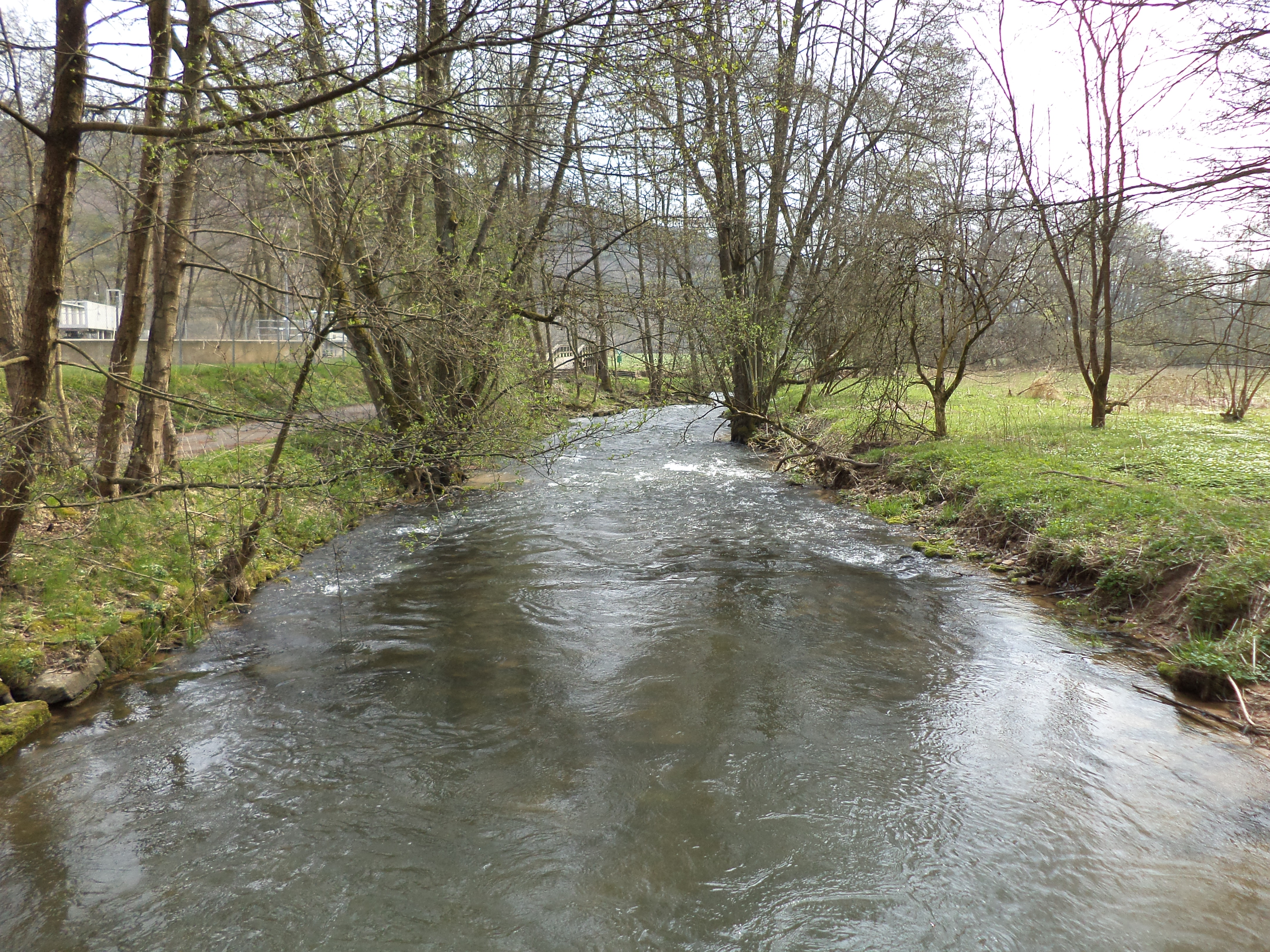
Die Jossa bei Jossa
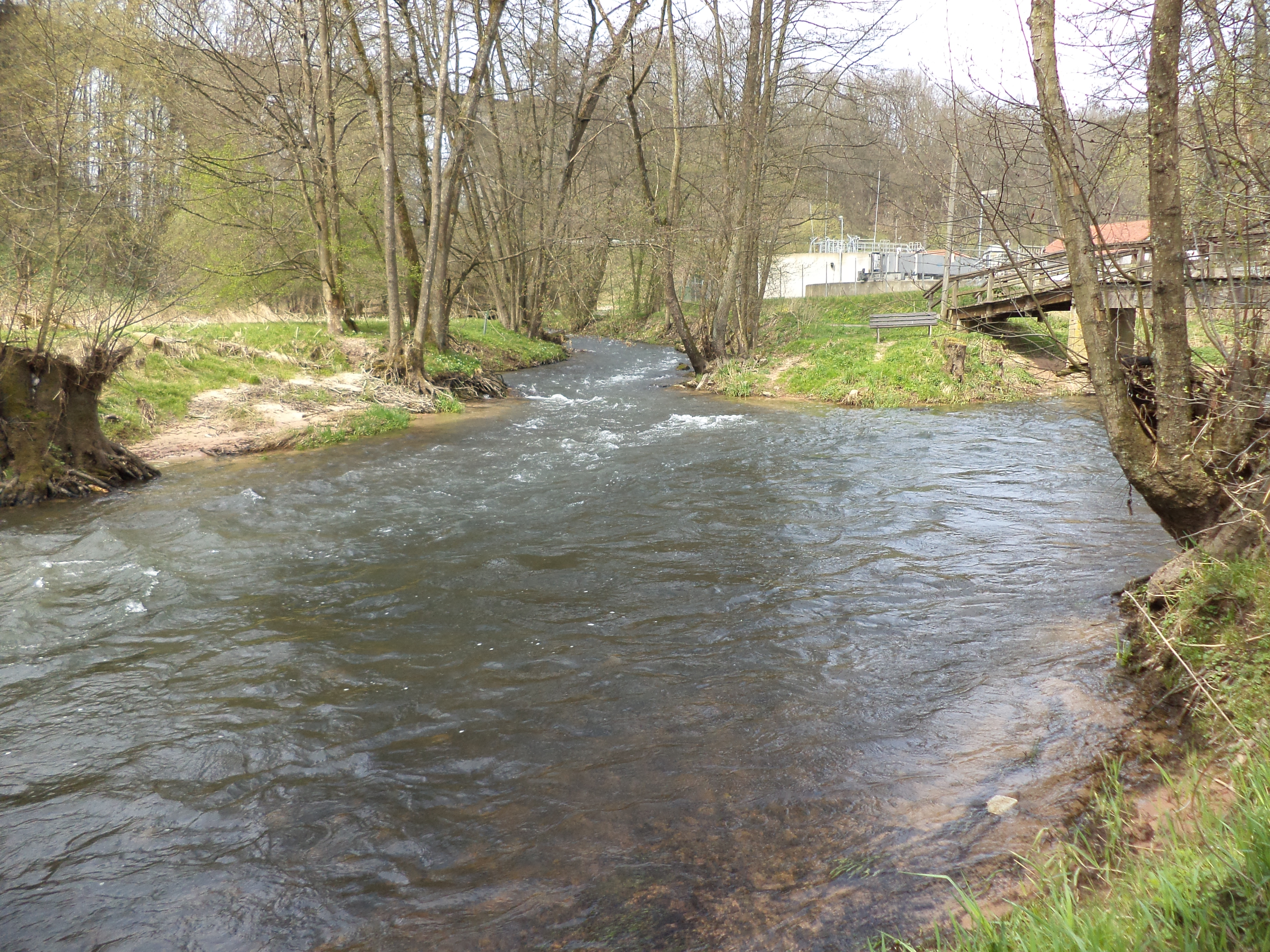
Die Jossamündung
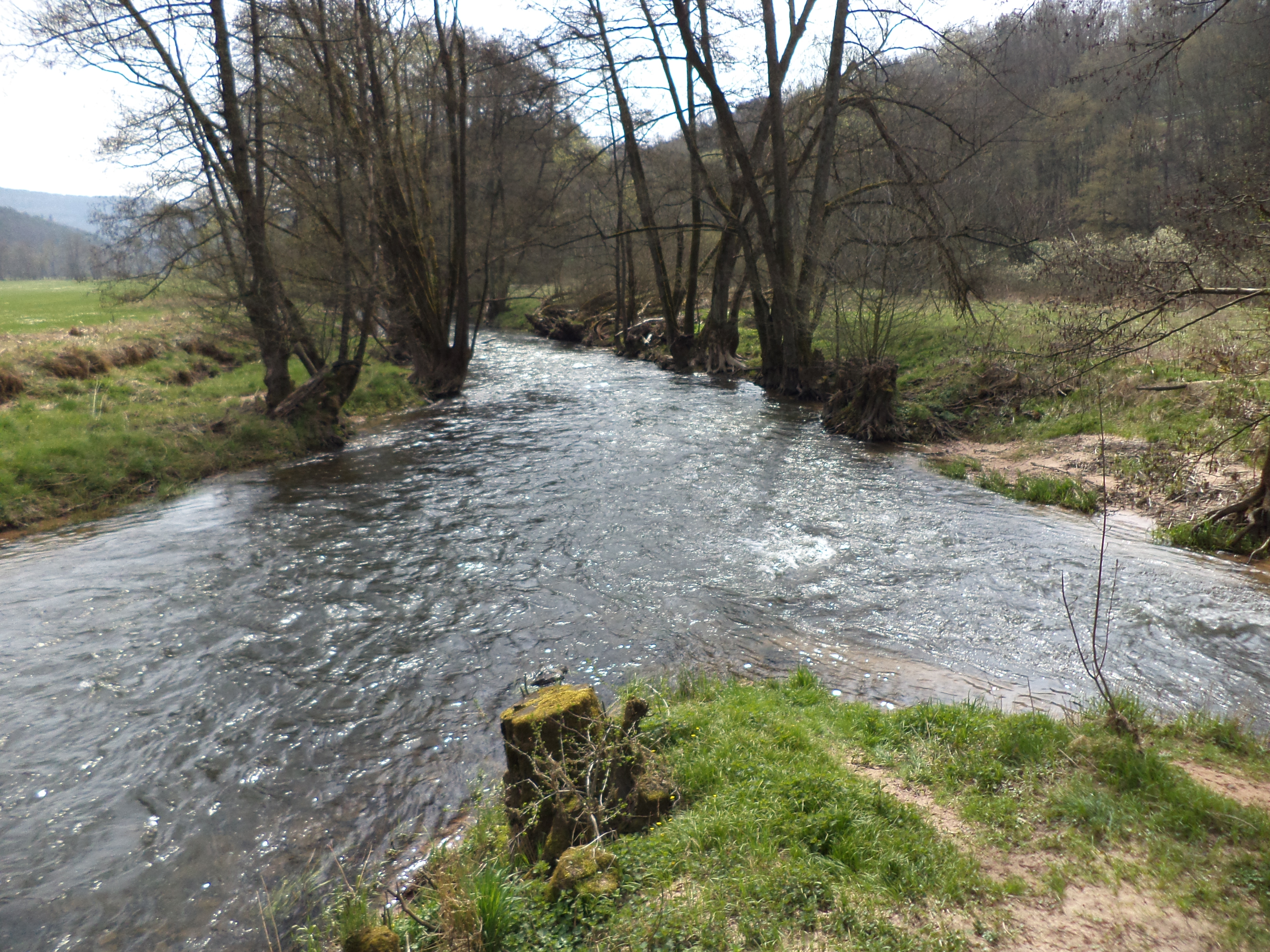
Die Jossa (vorne rechts) mündet in die Sinn (von vorne links nach hinten)

### Einzugsgebiet
Das 146,7 km² große Einzugsgebiet der Jossa liegt im Sandsteinspessart und wird über die Sinn, die  Fränkische Saale, den Main und den Rhein zur Nordsee entwässert.
Es grenzt
- im Nordosten an das des Gronaubachs, der in die Sinn mündet
- im Osten an das der Sinn selbst
- im Südosten an das des Sinn-Zuflusses Aura
- im Süden an das des Main-Zuflusses Lohr und an das von deren Zufluss Flörsbach
- im Südwesten an das der Bieber, die über die Kinzig in den Main entwässert
- im Westen an das der Kinzig-Zuflüsse Orb und Klingbach
- im Nordwesten an das des Hellgrabens, ebenfalls ein Zufluss der Kinzig
- und im Norden an das des Erlenbachs, der über den Ahlersbach in die Kinzig mündet.

Die höchste Erhebung ist der 540 m ü. NHN hohe Horst im Süden des Einzugsgebietes.

### Zuflüsse

Mündungen der Zuflüsse in die Jossa
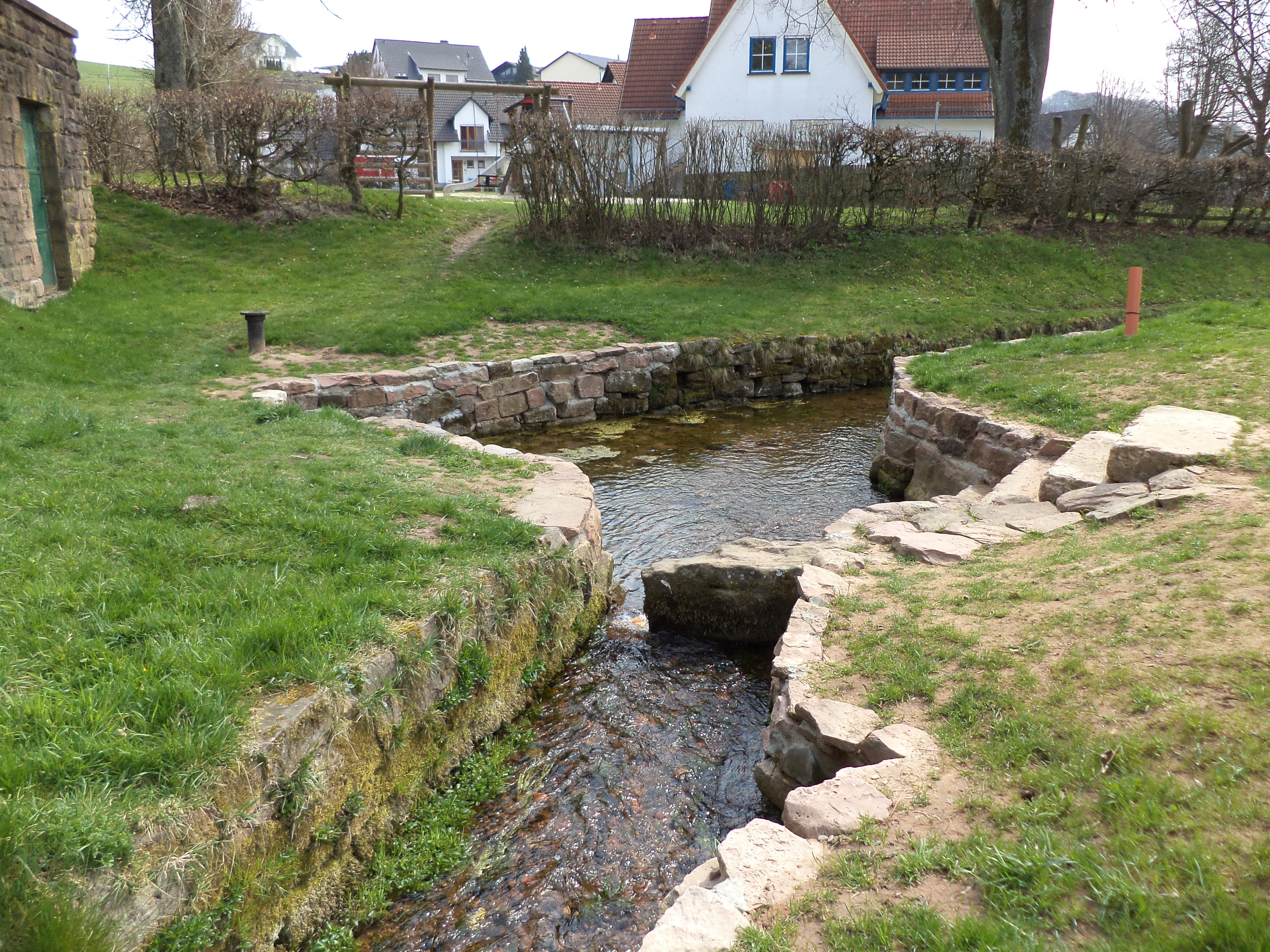
Mündung des Villbachs,
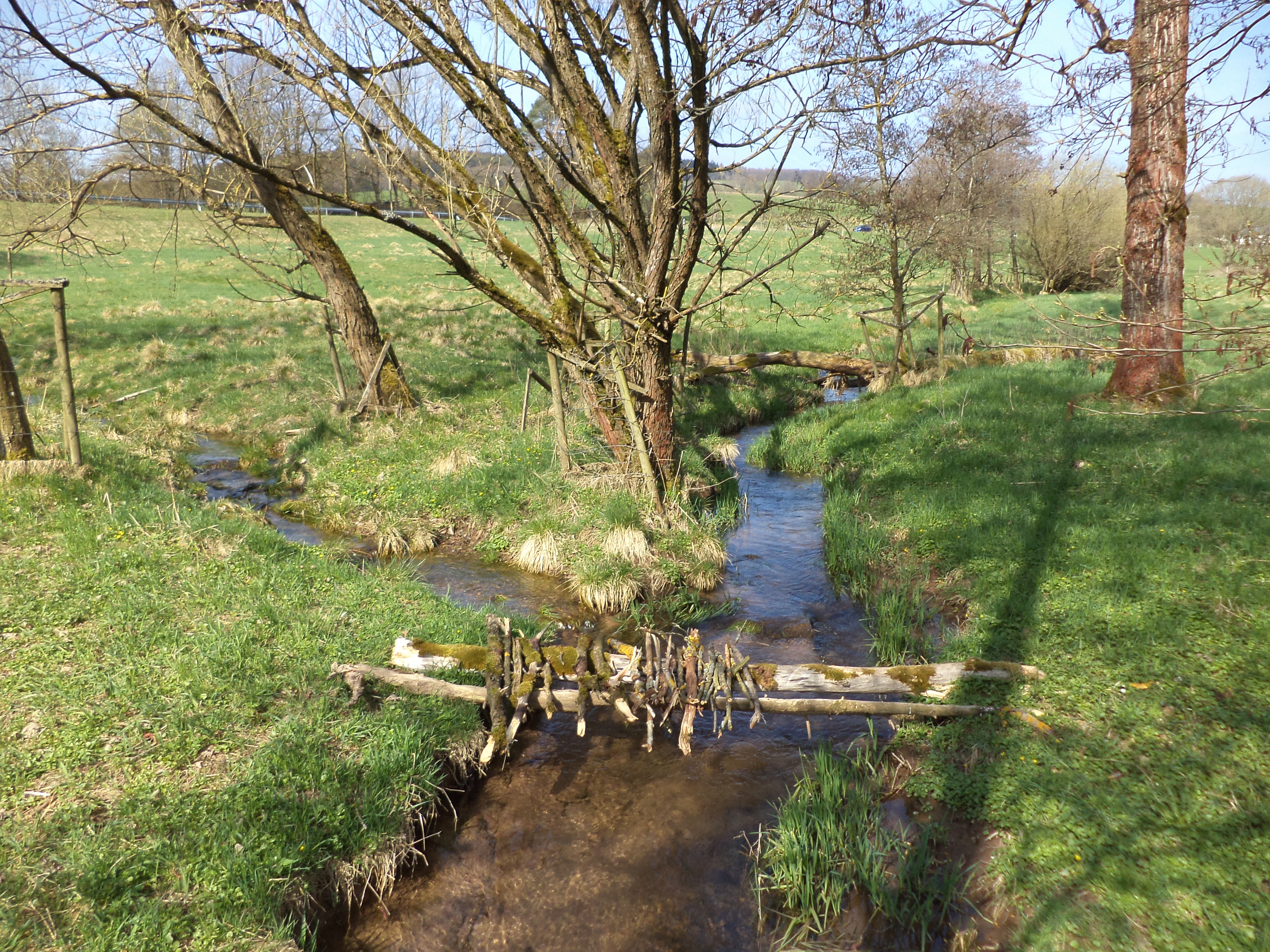
des Hungerbachs,
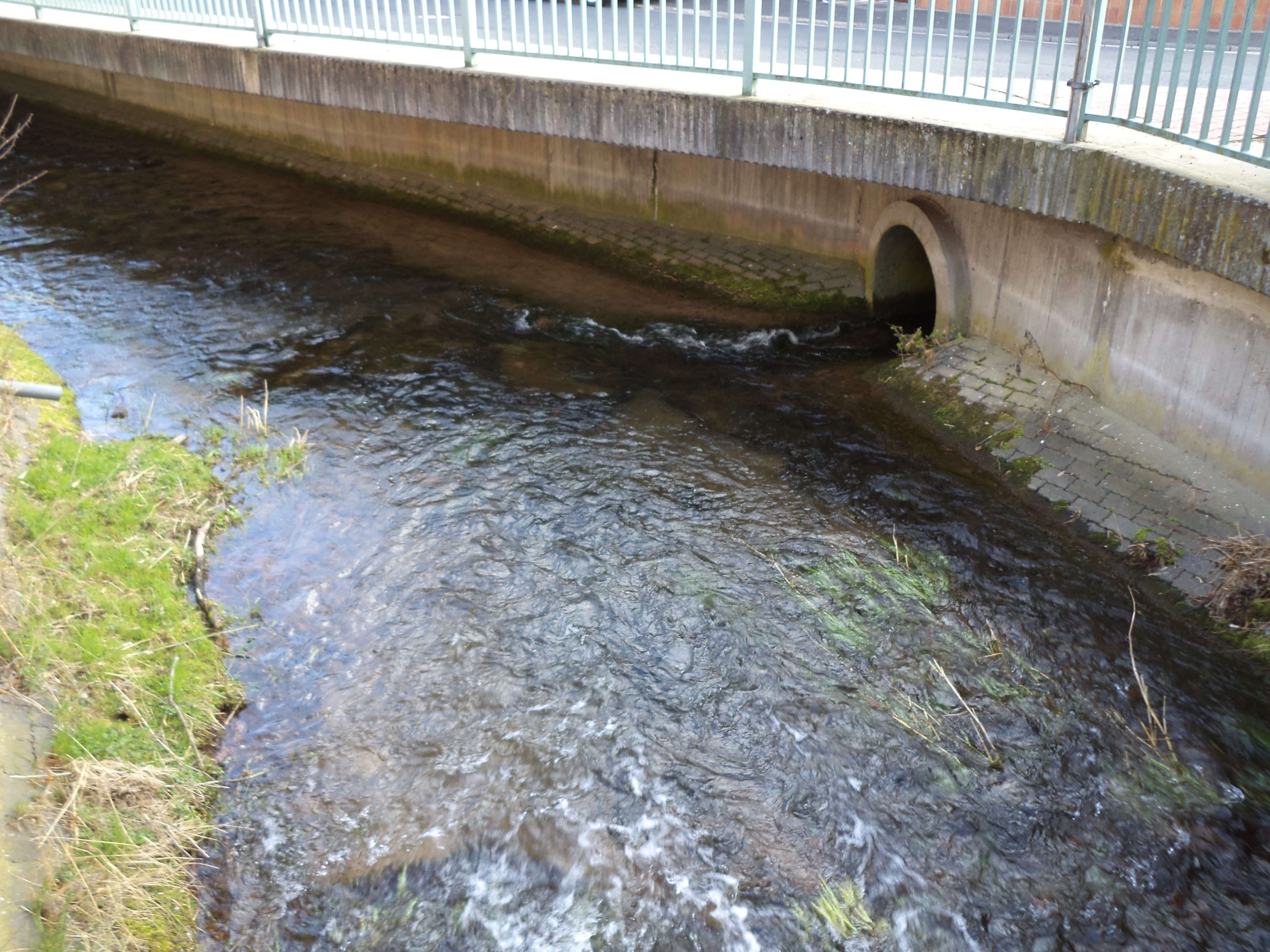
des Kalbachs,
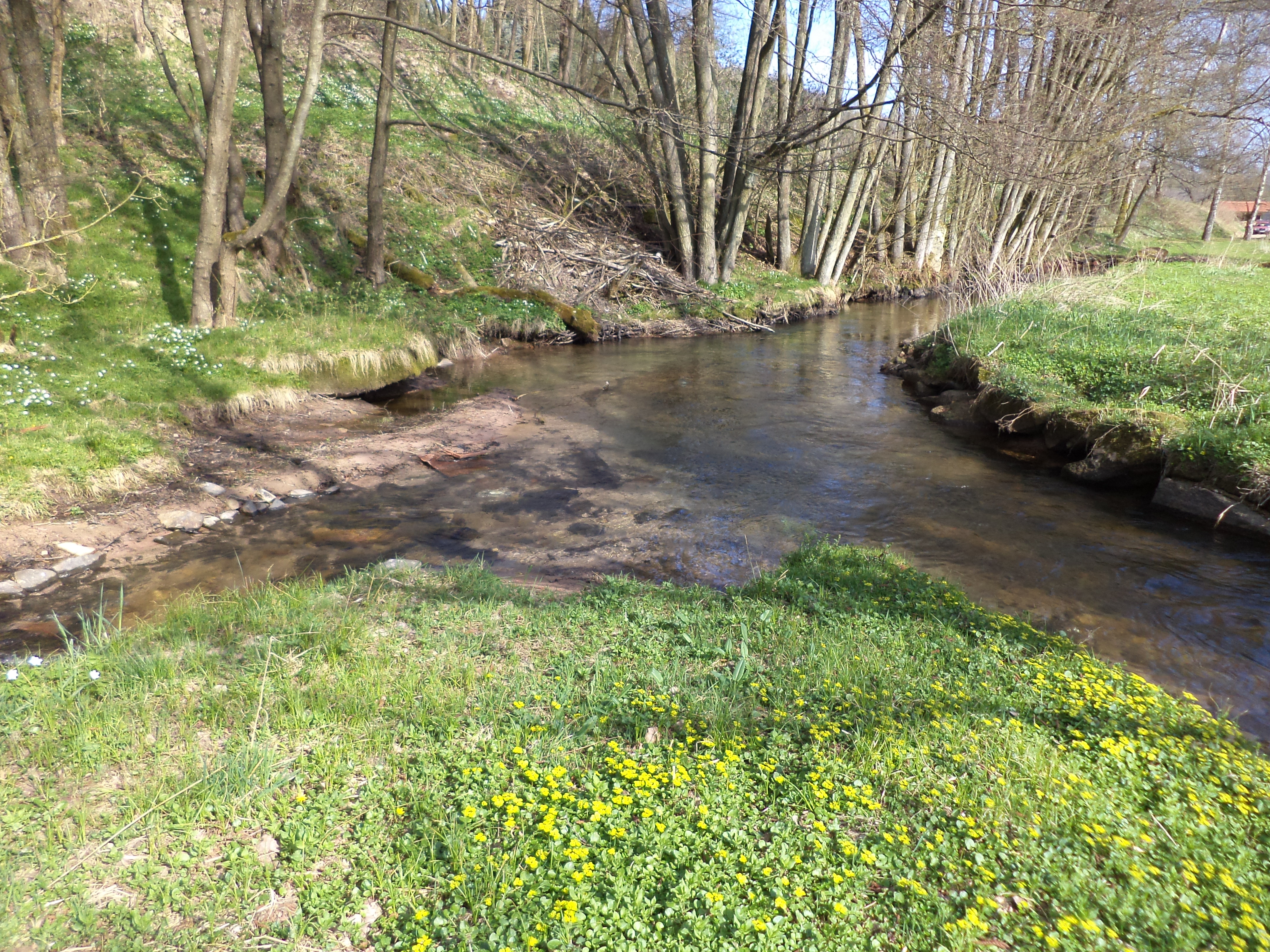
des Breitenbachs,
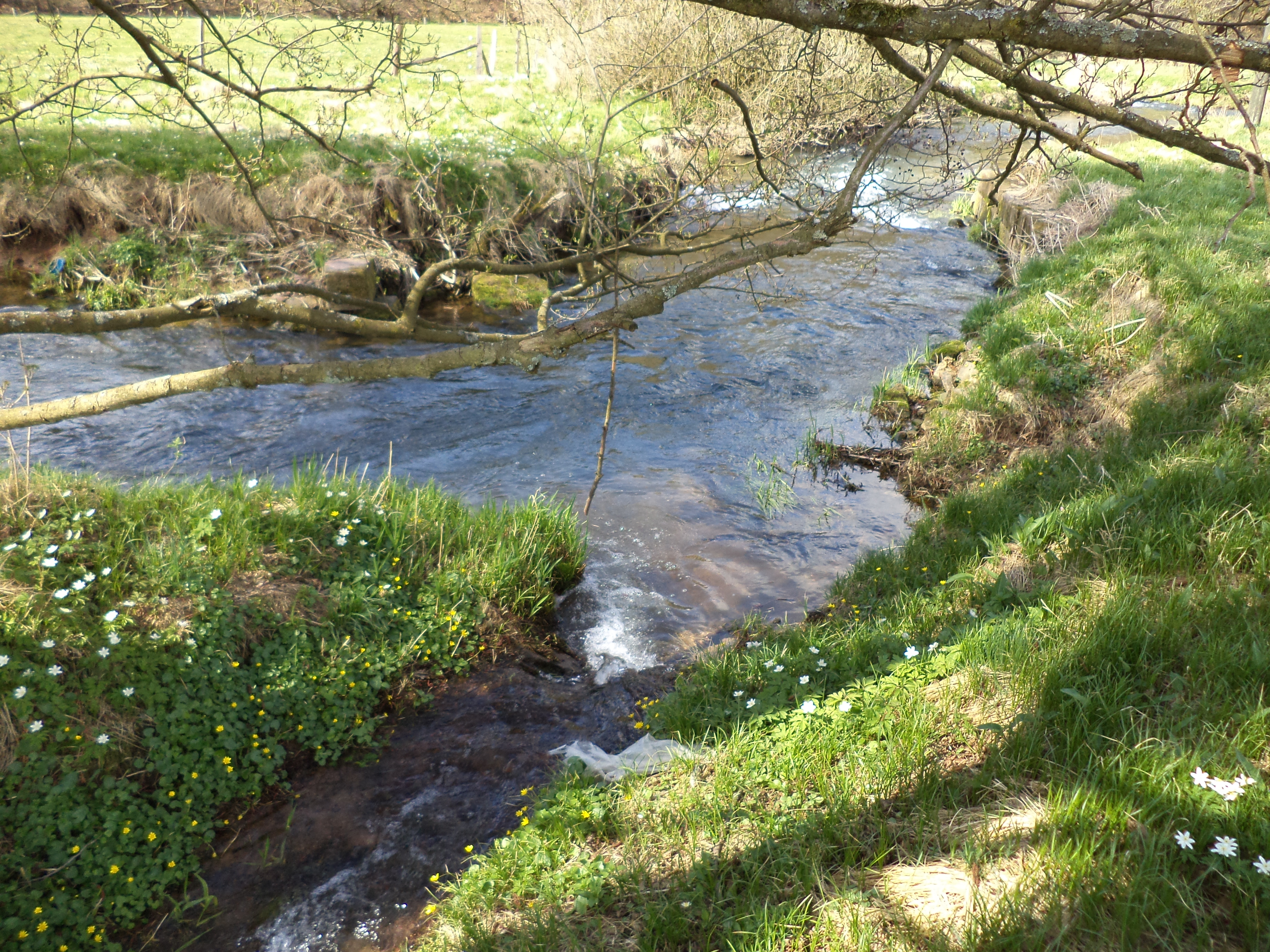
des Mohrenbachs,
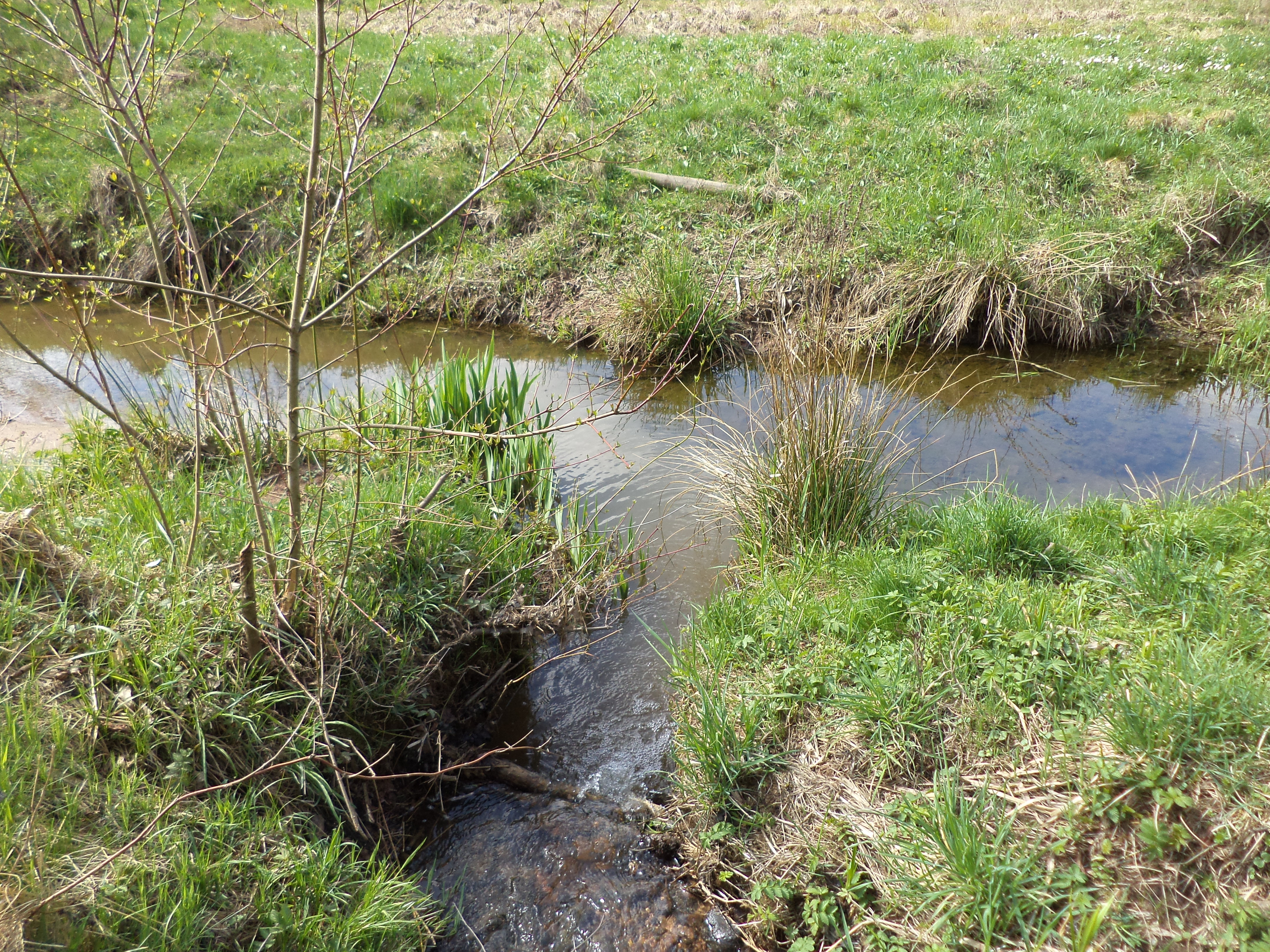
des Diestelbachs,
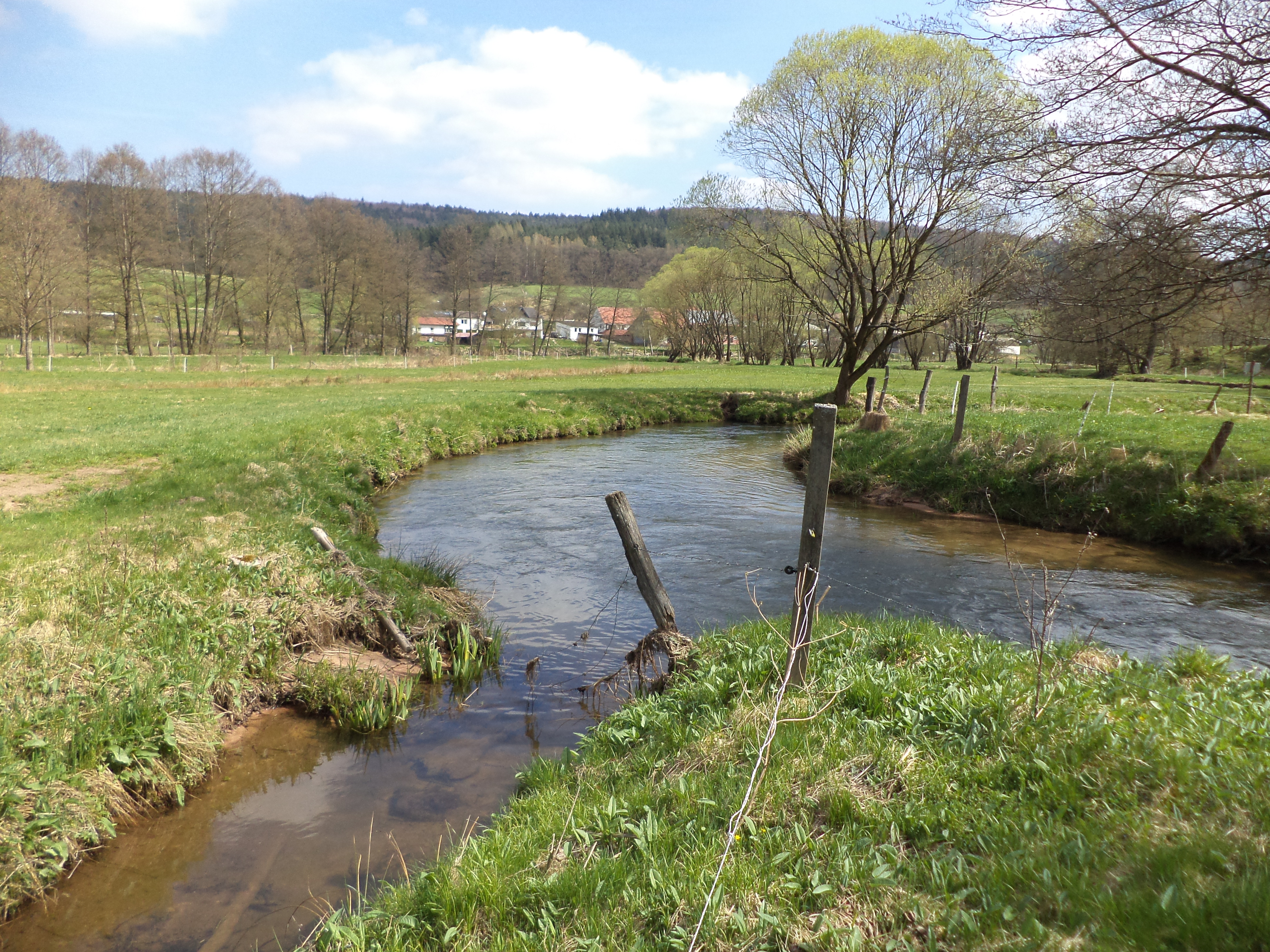
des Rohrbachs,
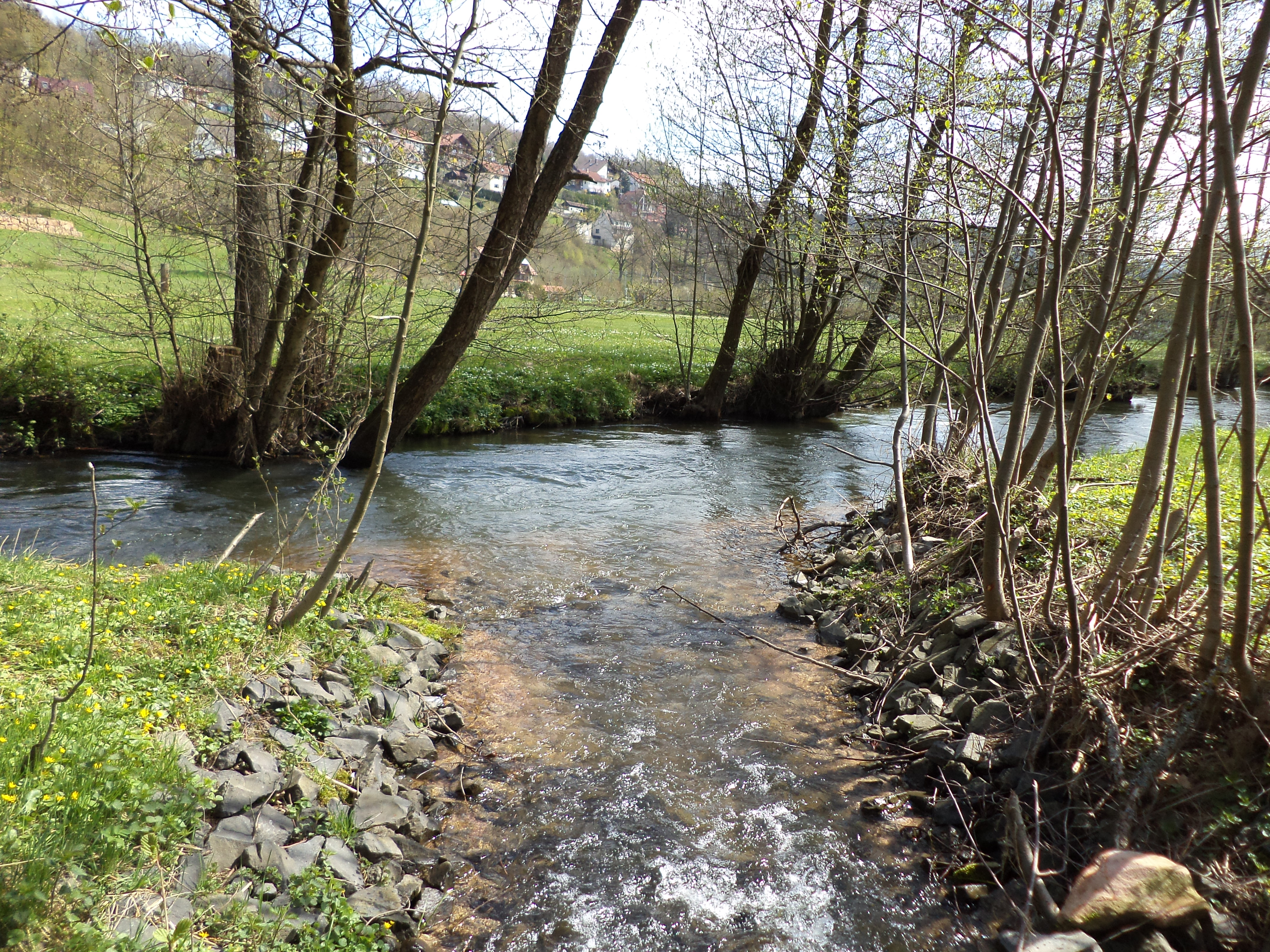
und des Steinbachs.

Die Zuflüsse werden in der Reihenfolge von der Quelle zur Mündung aufgeführt:
- Villbach (rechts, oft als Oberlauf angesehen), 2,1 km
- Hungerbach[12] (rechts, zeitweilig trocken), 0,5 km
- Kalbach[13] (rechts), 1,9 km
- Breitenbach (links), 1,4 km
- (Bach aus dem) Ober Grund (Orber-Grund) (links)
- Spirgelbach[14] (links, zeitweilig trocken)
- Auragrund (rechts, zeitweilig trocken)
- Mohrenbach[9] (rechts), 3,7 km
- Distelbach (links), 2,3 km
- Rohrbach (links), 7,6 km
- Steinbach (rechts), 4,7 km

### Flusssystem Sinn
- Fließgewässer im Flusssystem Sinn

### Orte an der Jossa

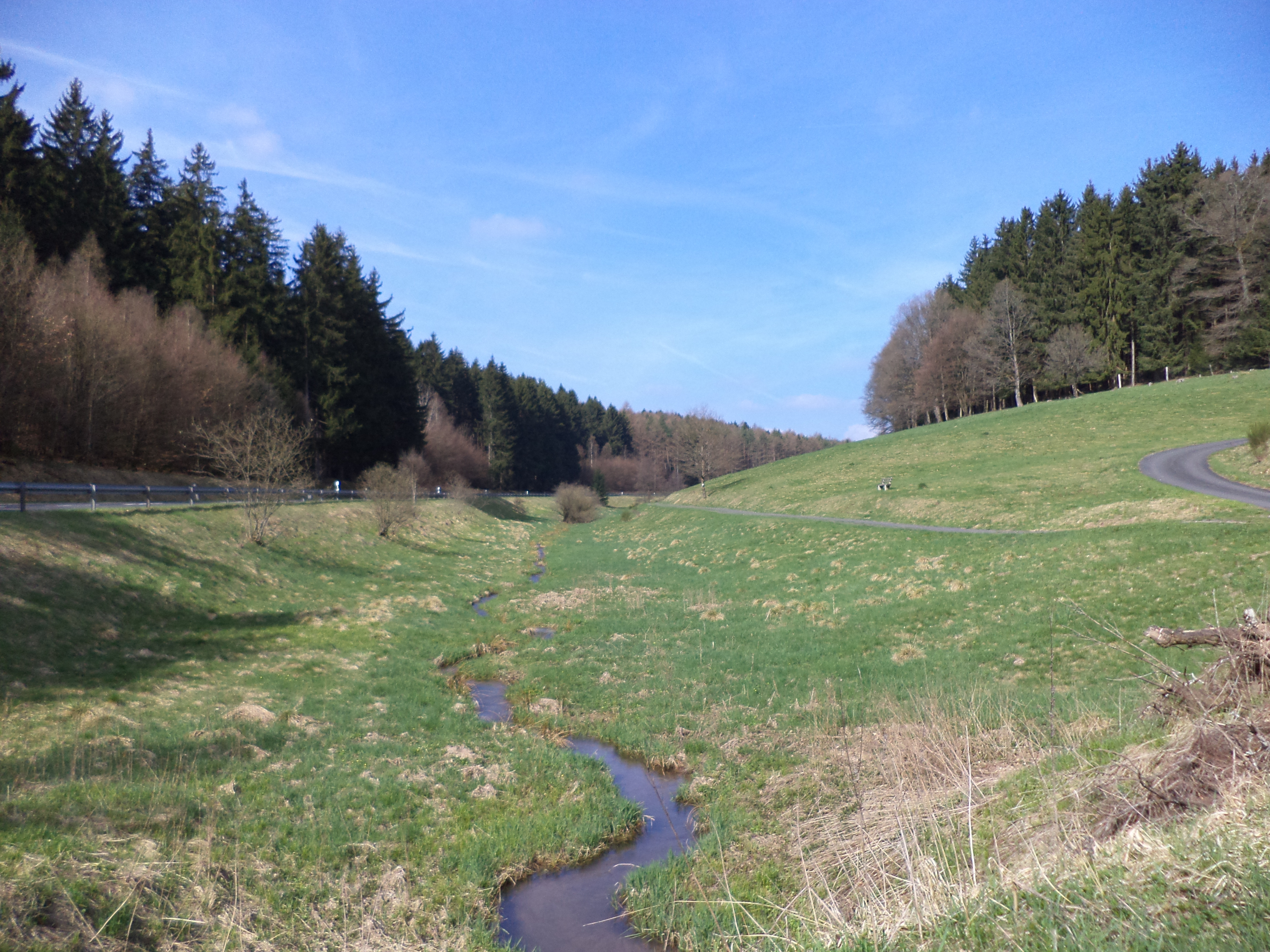
Das obere Jossatal bei Lettgenbrunn
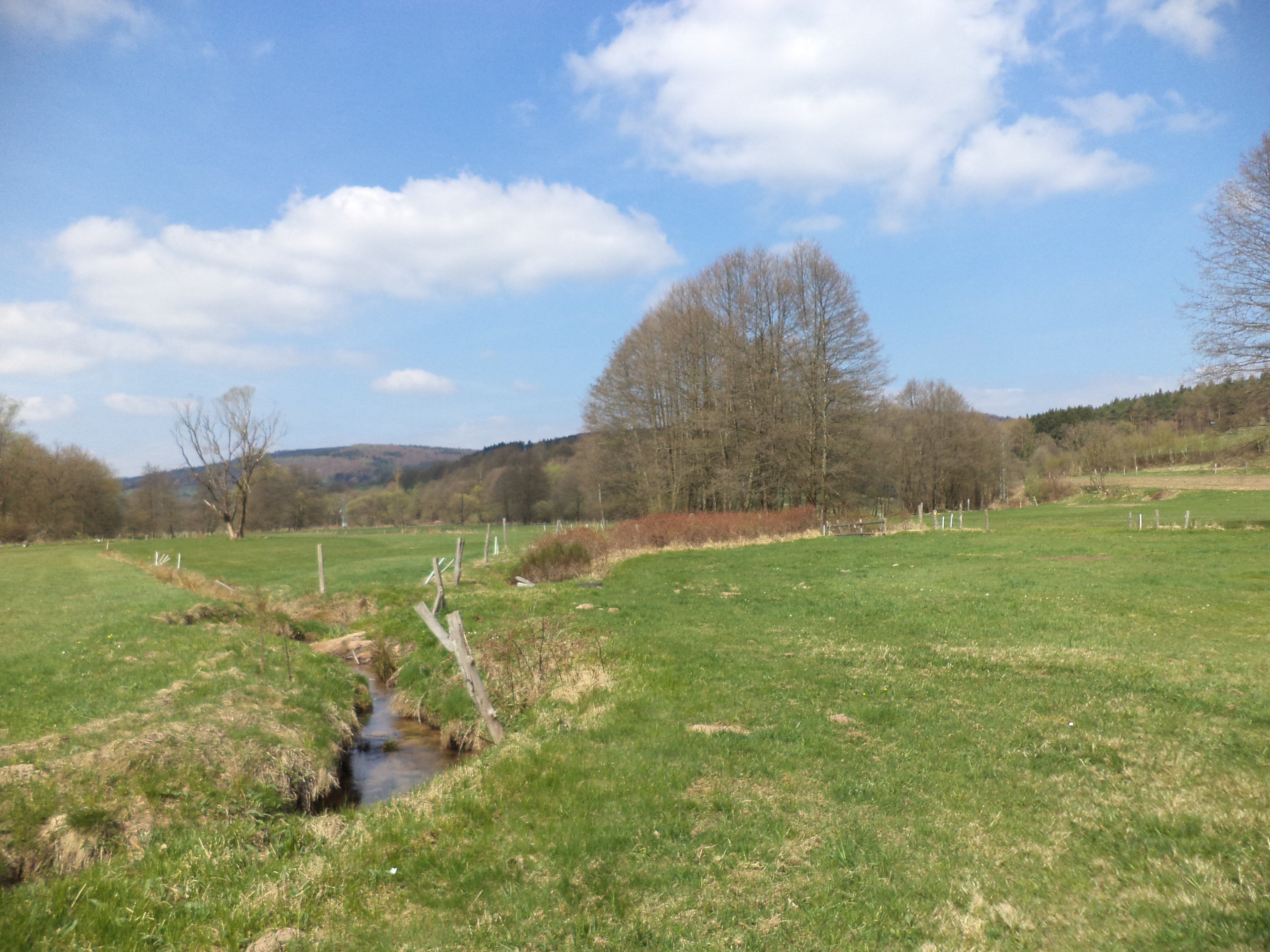
Das untere Jossatal bei Marjoß

Die Orte von der Quelle zur Mündung, die Anrainer sind kursiv markiert
- Jossgrund
  - Villbach
  - Lettgenbrunn
  - Pfaffenhausen
  - Oberndorf
  - Burgjoß
- Bad Soden-Salmünster
  - Mernes
- Steinau an der Straße
  - Marjoß
- Sinntal
  - Jossa

## Rieselwiesen im Jossatal
An der Jossa wurden bis ins 20. Jahrhundert Wiesen als Rieselwiesen (auch Rücken-Wiesen genannt) angelegt. Auf Rieselwiesen wurde Erdreich in Reihen zu etwa 30–50 cm Höhe und ca. 4–6 m Breite aufgehäuft. Auf dem Kopf der Reihen („Rücken“) ließ man das aufgestaute und durch Zulauf-Kanäle abgeleitete Wasser der Jossa entlanglaufen, dann über die Ränder der „Rücken“ in Ablaufgräben „einrieseln“ und in die Jossa zurückleiten. Diese intensive Bewässerung ermöglichte eine zusätzliche Heuernte im Jahr. Da die wellenförmig kultivierten Wiesen nicht mit Maschinen zu bearbeiten sind, verschwanden die Rieselwiesen Ende des 20. Jahrhunderts aus dem Jossatal.
Relikte der Stauwehre und Kanäle sind zwischen Jossa und Marjoß in einem heute als Naturschutzgebiet ausgewiesenen Abschnitt zwischen einem Holzsteg und einer Brücke (NSG Speckesteg-Müsbrücke) erhalten und durch eine Erklärungstafel auf dem Rad- und Wanderweg erläutert. Danach wurde die letzte Rieselwiese von Marjoß von einer Familie Schultheis 1919 angelegt.

## Mühlen
Im südlichen Bereich von Marjoß lag die Obere Mühle (stillgelegt 1968), am nordöstlichen Rand die Untere Mühle (stillgelegt 1958). Beide Wassermühlen wurden durch einen von der Jossa abgeleiteten Betriebsgraben versorgt.

## Geschichte
Nicht immer war die Jossa ein rein hessischer Fluss. Nach der Neuordnung der Grenzen in diesem Gebiet, infolge des Wiener Kongresses, floss sie von 1814 bis in das Jahr 1868 teilweise auf bayerischem Boden. Von ihrer Quelle bis nordöstlich von Mernes verlief die Jossa auf damals bayerischem Gebiet. Sie verließ dort in dieser Zeit das Königreich Bayern (Bezirksamt Gemünden am Main) und erreichte das Kurfürstentum Hessen. Nach der militärischen Niederlage im Deutschen Krieg musste Bayern das Verwaltungsgebiet des alten Landgerichtes Orb an Hessen-Nassau abgeben.